# Fränzi Aufdenblatten
Franziska "Fränzi" Christine Aufdenblatten, född 10 februari 1981 i Zermatt, Valais, är en schweizisk alpin skidåkare.
Aufdenblatten är specialiserad på disciplinerna störtlopp, super-G och storslalom.

## Karriär
1996 vann Aufdenblatten Trofeo Topolino. I december samma år fick hon tävla i FIS-loppen och i januari 1998 följde så tävlingar i alpina europacupen. I mars 1999 utmärkte hon sig genom att bli trea i störtlopp på schweiziska mästerskapen. Vid junior-VM 2000 vann hon guld i störtlopp och silver i kombination. De här framgångarna gjorde att Aufdenblatten för första gången fick tävla i världscuptävlingarna i Sestriere 11 mars 2000. Samma år tog hon åter två medaljer vid junior-VM; guld i störtlopp och silver i kombination. 2001 tog hon studenten vid Sportrealskolan i Engelberg.
11 mars 2001 kom Aufdenblatten på 20:e plats i störtlopp vid världscuptävlingarna i Åre, vilket var första gången som hon tog världscuppoäng. I början av säsongen 2001/2002 vann hon två tävlingar i europacupen, och i slutet av januari 2002 placerade hon sig vid tävlingarna i Åre för första gången inom topp-fem på världscupen. Aufdenblatten sågs som en stor talang, men kunde de följande åren inte uppnå de högt ställda förväntningarna.
20 december 2009 vann Aufdenblatten sitt första världscuplopp. Hon vann super-G-loppet i Val d'Isere.

## Meriter

### Världscupen
- Störtloppscupen 5:a 2006

#### Världscupsegrar (1)
| Datum            | Plats       | Disciplin |
| ---------------- | ----------- | --------- |
| 20 december 2009 | Val d'Isere | Super-G   |

### Juniorvärldsmästerskapen
- 2000:
  - Störtlopp - guld
  - Kombination - brons
- 2001:
  - Störtlopp - guld
  - Kombination - brons

### Övriga meriter
- 4 schweiziska mästartitlar (storslalom 2008, Super-G 2004 och 2008, kombination 2003)